# Kacsóh Pongrác út
A Kacsóh Pongrác út egy főút Budapest XIV. kerületében, Herminamező, illetve Alsórákos városrészekben. Ma a Hermina úttól a rákospalotai körvasútig (Szuglói Körvasút sor) tart, magában foglalja az M3-as autópálya Zugló területén fekvő bevezető szakaszát és annak szervizútját is.

## Története

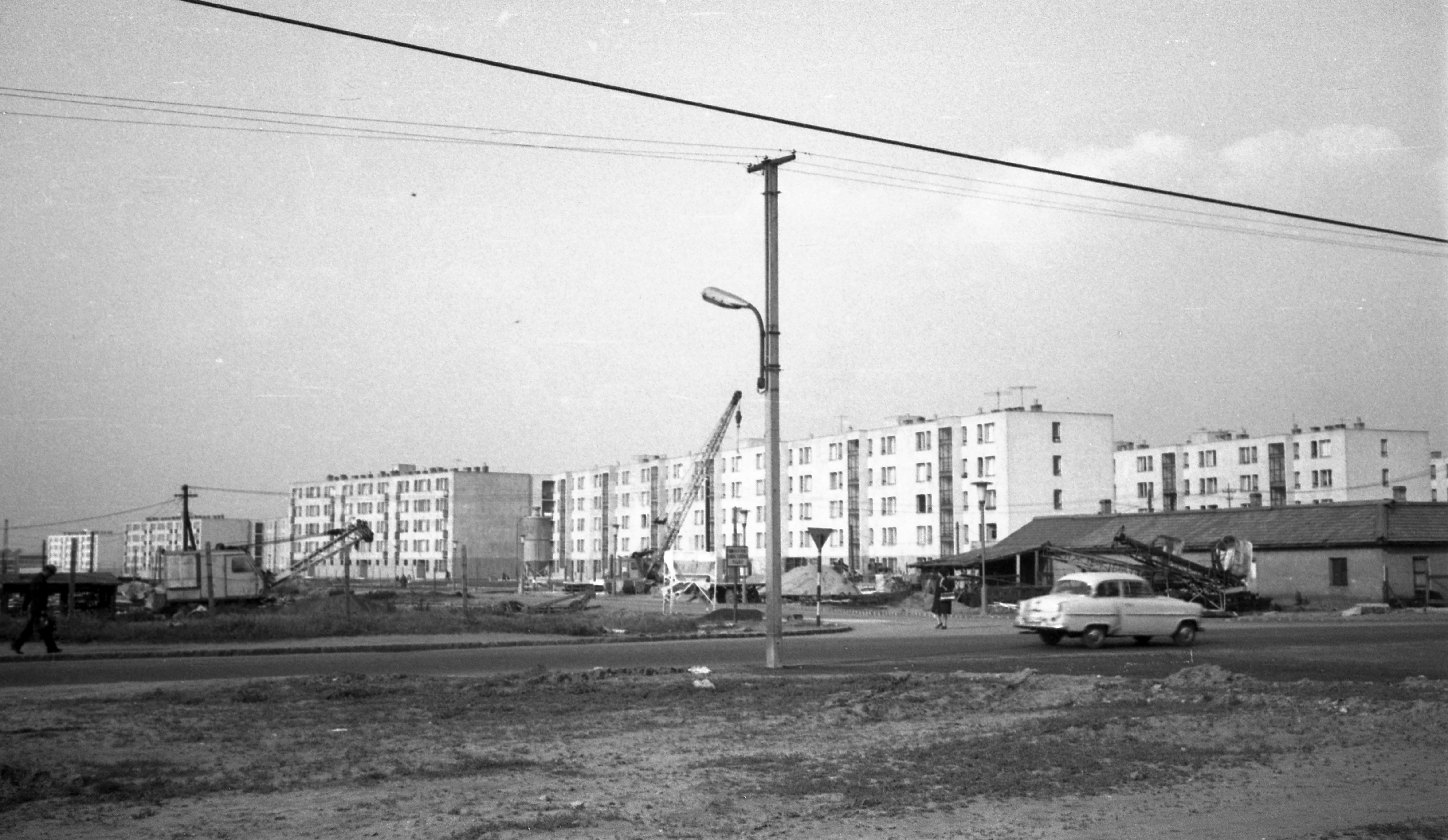
A Kacsóh Pongrác út (amin az autó halad) a Nagy Lajos király út vége felől nézve 1965-ben

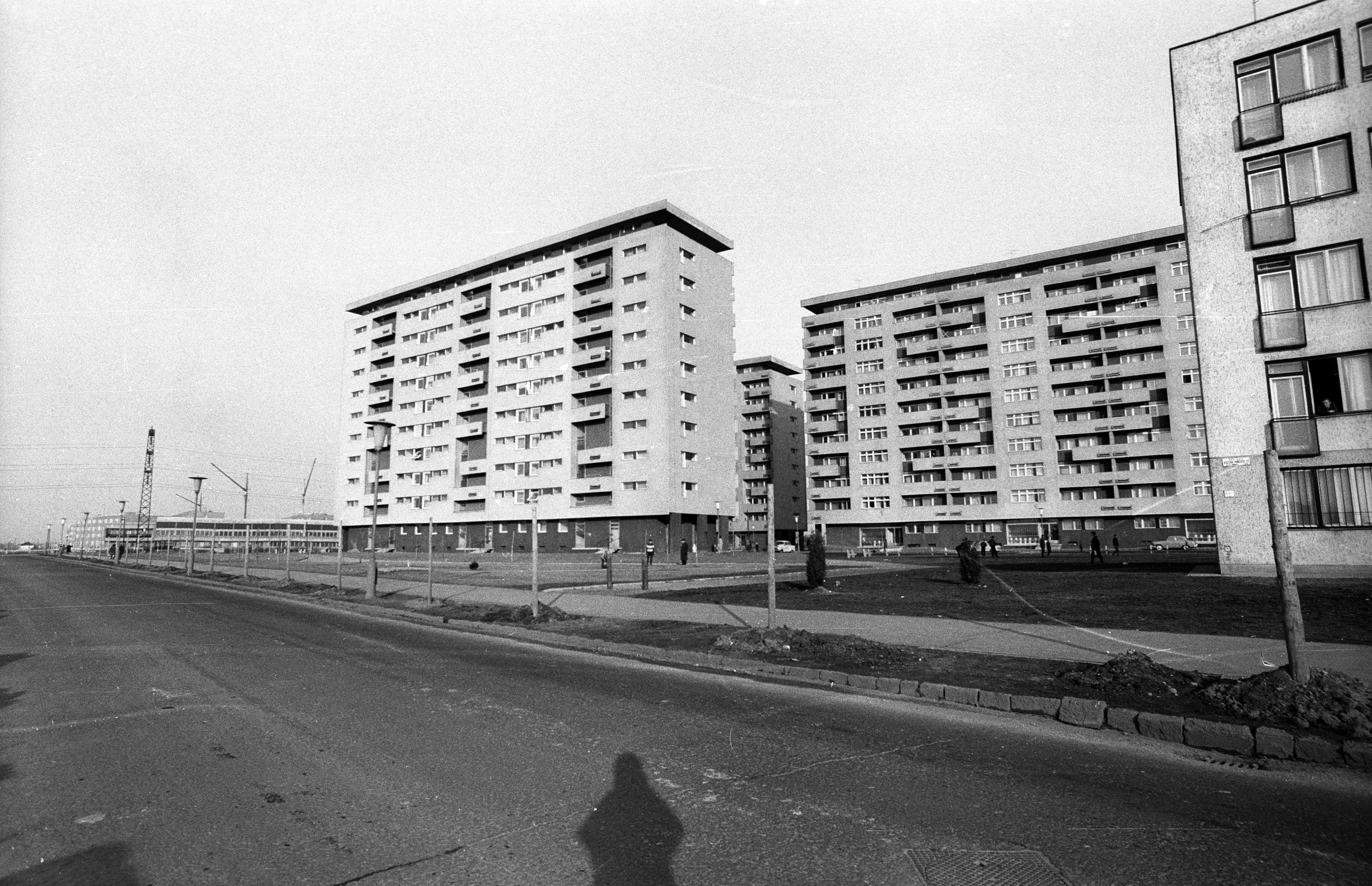
A Rákos-pataknál 1968-ban

Az 1930-as évek és 1951 között Külső Andrássy útnak nevezték. Mai nevét Kacsóh Pongrác (1873–1923) magyar zeneszerző után kapta.
1963–1968, 1971-1975 között épült a Kacsóh Pongrác úti lakótelep és 1966-1970 között a Csáktornya park lakótelepe. A megközelíthetőségének javítása érdekében 1970-ben kialakították a Budapest–Záhony-vasútvonalat felülről keresztező, irányonként egy sávos Kacsóh Pongrác úti felüljárót, valamint december 22-én annak tövében átadták a Mexikói úti buszvégállomást, hogy a szintbeli vasúti kereszteződést kiváltsák, jelentősen gyorsítva a megnövekedett közúti forgalmat. A Városligetből a csomóponthoz az 1973-as meghosszabbítást követően került ki az M1-es metróvonal (a köznyelvben "Kisföldalatti") külső végállomása Mexikói út néven.
1982-1983 között ezen út nyugati oldalán alakították ki az Hungária körgyűrűbe torkolló M3-as autópálya XIV. kerületi bevezető szakaszát. A sztrádával párhuzamosan az addig irányonként egy sávos felüljárót is autópálya-csomóponttá bővítették, az utat pedig (az „eredeti” felüljárót kivéve) végig a sztráda közelebbi oldalával párhuzamos menetirány szerint egyirányúsították.
Az régi felüljáró ma a Hungária körút Buda felé haladó oldalával köti össze az M3-as bevezető szakaszát (mindkét irányba), róla a Kacsóh Pongrác útra 1983 óta nem lehet közvetlenül lehajtani, csak az 1980-1982 között épült felüljárórendszer egy másik hídjáról. 1978-1980 között épült meg az autópálya bevezető XIV. kerületi szakaszának északi végén a Körvasútat felülről keresztező, irányonként három sávos, 400 méter hosszú felüljáró.